# Kesovce
Kesovce (maďarsky Sajókeszi) je obec na Slovensku v okrese Rimavská Sobota v Banskobystrickém kraji. V roce 2019 zde žilo 255 obyvatel, z nichž většina je romské národnosti.
Kesovce patří k nejzaostalejším obcím celého regionu i Slovenska. Obec se postupně vylidňuje a je charakterizována extrémně vysokou sociální nesoběstačností. V obci dlouhodobě nejsou žádná pracovní místa. Míra nezaměstnanosti se dlouhodobě pohybuje kolem 90 až 96 %. Podíl obyvatel, kteří jsou odkázáni na sociální dávky, je až 85 %.

## Historie
První písemná zmínka o obci pochází z roku 1223 a upomíná se pod různými jmény: Kezew, Kezw, Kezyw, Rekche, Keszi. Se vznikem samostatného čs. státu nese od roku 1920 jméno Kesovce. K vesnici se postupně připojili osady Sv. Demeter a Várföld. Sv. Demeter se však v 17. století vylidnil a změnil na samotu. Začátkem 19. století bylo ve vsi 31 domů s 253 obyvateli, kteří se živili zemědělstvím. Po první vídeňské arbitráži, mezi lety 1938 až 1945, byla obec součástí Maďarska.

## Geografie
Obec se nachází v regionu Gemer ve východní části Rimavské kotliny na úpatí východní části Cerové vrchoviny. Centrum vsi je vzdáleno 25 kilometrů východně od Rimavské Soboty, tři a půl kilometru od hranic s Maďarskem a leží v nadmořské výšce 197 m n. m. Obcí protéká Konský potok, který se u Štrkovce zleva vlévá do Slané.

## Obyvatelstvo
Podle sčítání lidu roku 2011 v obci Konrádovce žilo 233 obyvatel, z toho se 194 hlásilo k romské národnosti, 27 k maďarské národnosti, devět ke slovenské národnosti a jeden k české národnosti. Dva obyvatelé neuvedli svoji národnost.
V obci žilo 121 římských katolíků, 82 věřících reformované křesťanské církve, tři svědci Jehovovi a jeden evangelík augsburského vyznání. Sedm obyvatel bylo bez vyznání a 19 svou víru neuvedlo.

## Pamětihodnosti
V Kesovcích se nacházejí ruiny klasicistního kostela reformované církve. Tato jednolodní stavba se segmentovaným ukončením presbyteria a věží pochází z roku 1859. Fasády kostela jsou zdobené lizénami, věž je ukončena římsou s terčíkem a barokní kupolí. Kostel je v současné době zdevastovaný, loď je bez zastřešení.